# Victoria (Tarlac)
Victoria is een gemeente in de Filipijnse provincie Tarlac op het eiland Luzon. Bij de laatste census in 2007 had de gemeente ruim 57 duizend inwoners.

## Geografie

### Bestuurlijke indeling
Victoria is onderverdeeld in de volgende 26 barangays:
| - Baculong - Balayang - Balbaloto - Bangar - Bantog - Batangbatang - Bulo - Cabuluan - Calibungan - Canarem - Cruz - Lalapac - Maluid | - Mangolago - Masalasa - Palacpalac - San Agustin - San Andres - San Fernando - San Francisco - San Gavino - San Jacinto - San Nicolas - San Vicente - Santa Barbara - Santa Lucia |

## Demografie
Victoria had bij de census van 2007 een inwoneraantal van 57.085 mensen. Dit zijn 6.155 mensen (12,1%) meer dan bij de vorige census van 2000. De gemiddelde jaarlijkse groei komt daarmee uit op 1,59%, hetgeen lager is dan het landelijk jaarlijks gemiddelde over deze periode (2,04%). Vergeleken met de census van 1995 is het aantal mensen met 9.539 (20,1%) toegenomen.

De bevolkingsdichtheid van Victoria was ten tijde van de laatste census, met 57.085 inwoners op 111,51 km², 426,4 mensen per km².